# デュキ
マウロ・エセキエル・ロンバルド（Mauro Ezequiel Lombardo）、ステージ名Duki （1996年6月24日 - ）としてよく知られているアルゼンチンのラッパー兼歌手であり、ラテンのトラップジャンルのラガーです。  アルゼンチンのブエノスアイレスのアルマグロ生まれ。   

## ディスコグラフィー
- "Súper Sangre Joven (スーパーヤングブラッド) 2019
- "24" 2020
- "Desde El Fin Del Mundo" (世界の果てから) 2021
- "Vivo Desde El Fin Del Mundo" (世界の終わりから生き残った) 2021
- "Temporada de Reggaetón" (レゲトンシーズン) 2021
- "Temporada de Reggaetón II" (レゲトンシーズンII) 2022
- "Antes de Ameri" (アメリの前) 2023
- "Ameri" (アメリ) 2024
- "5202" 2025